# Yabarana (langue)
Le yabarana (ou yauarana, yawarana) est une langue caribe ergative du Venezuela moribonde.

## Localisation
Le yabarana est parlé en amont de San Juan de Manapiare dans le bassin du río Manapiare dans l'État d'Amazonas,.

## Caractéristiques
Cette langue est probablement similaire au mayopo (en) et au pémono (en).

## Dialectes
Il existe les dialectes du curasicana (orechicano), wokiare (guaiquiare, guayqueri, uaiquiare).

## Utilisation
C'est une langue moribonde, parlée par seulement 20 personnes en 1977. Le groupe ethnique, constitué de 320 personnes en 2007, a été partiellement assimilé par les Piaroas et ceux-ci utilisent le yabarana comme seconde langue.

## Écriture
Le yabarana s'écrit grâce à l'alphabet latin.

## Lexique
| français | yabarana       |
| -------- | -------------- |
| Un       | Enijpete       |
| Deux     | Asaque         |
| Trois    | Petomeyaaquele |
| Homme    | Tocunu         |
| Feu      | Huato          |
| Soleil   | Yantonu        |
| Lune     | Nune           |
| Eau      | Tuna           |